# Fjǫrgynn
Fjǫrgynn o Fjorgynn (in norreno Fjǫrgynn, in ortografia normalizzata Fjörgynn, in alcune traduzioni dell'Edda Fjorgynn) è una divinità della mitologia norrena. È la forma maschile della dea Fjǫrgyn (Jǫrð), la personificazione della Terra, madre del dio Thor. Fjǫrgynn è il padre della dea Frigga, moglie di Odino.
Entrambi i nomi compaiono nell'Edda poetica, compilata nel XIII secolo da fonti tradizionali precedenti, e nell'Edda in prosa, scritta nel XIII secolo da Snorri Sturluson.

## Nome

### Etimologia
I nomi in norreno Fjǫrgynn e Fjǫrgynn (in norvegese Fjörgynn e  Fjörgyn) sono usati come sinonimo poetico di "terra" o "la Terra" nelle poesie scaldiche. Derivano dal proto-germanico fergunja, che significa "montagna" o "foresta montuosa". Fjörgyn è conosciuto anche nella lingua gotica fairguni (𐍆𐌰𐌹𐍂𐌲𐌿𐌽𐌹), all'antico inglese firgen, che significa entrambi "montagna".

### Alternativi
Alcuni studiosi sostengono che Fjǫrgyn possa essere un altro nome per Jǫrð, il cui nome significa "terra". In realtà nella poetica scaldica non appare mai come una dea, ma potrebbe invece essere un'alternativa puramente letteraria a Jǫrð".

## Testimonianze
Fjǫrgyn (femminile) appare nel poema Vǫluspá, precisamente nel kenning "figlio di Fjǫrgyn" riferendosi a Thor e nel poema Hárbarðzljóð anch'essa come madre di Thor.
(Snorri Sturluson, Hárbarðzljóð)
Sia in Gylfaginning che in Skáldskaparmál, Fjörgynn viene raffigurato come il padre di Frigga. Nella Lokasenna ("Litigio di Loki"), Loki risponde a Frigga:
and have ever been most eager for men...»
(Snorri Sturluson, Lokasenna)

## Teorie

### Coppia divina
Hilda Ellis Davidson teorizza che Fjǫrgynn e Fjǫrgyn potrebbero aver rappresentato una coppia divina, come alcune altre figure: Ullr e Ullin, Njǫrðr e Nerthus e gli attestati Freyr e Freyja.

### Origini proto-indoeuropee
Ci sono alcune teorie la quale attestano che Fjǫrgynn possa rappresentare un'estensione di un precedente dio del tuono o della pioggia proto-indoeuropeo *Perkʷūnos a causa delle connessioni linguistiche indoeuropee tra il norreno Fjörgyn, il dio lituano Perkūnas, lo slavo dio Perun e, forse, il dio della pioggia vedico Parjanya.